# Atilia flavisquamis
Atilia flavisquamis là một loài ruồi trong họ Tachinidae.